# Adolf Dessauer
Adolf Dessauer (* 12. September 1849 in Frankfurt am Main; † 2. Januar 1916 in Wien; Pseudonym: Erwin Balder) war ein österreichischer Bankier und Schriftsteller jüdischer Abstammung, der sich dem Genre des gehobenen Unterhaltungsromans widmete und zu seiner Zeit viel gelesen wurde. 1872 trat er bei der Wiener Allgemeinen Depositenbank ein, als deren langjähriger Direktor (1882) bzw. Vizepräsident (1909) er für eine Erhöhung des Kapitals von 16 auf 33 Millionen Kronen und die deutliche Ausdehnung des Geschäftes mitverantwortlich war. Maßgeblich war er an der Errichtung der Wiener Vieh- und Fleischmarktkasse beteiligt.
Nachdem in den Feuilletons der Neuen Freien Presse (16. April 1899, Rezensent Joseph Oppenheimer) sowie im Neuen Wiener Tagblatt (18. April 1899) ausführliche Besprechungen von Dessauers Romans „Götzendienst“ erschienen, polemisierte Karl Kraus in seiner Fackel (1899/4) gegen die „Vermengung von verschiedenen Ressorts“: „Wenn die 'Neue Freie Presse', die für die Gaben der Strindberg, Garborg, Knut Hamsun nicht ein Wörtchen der Erwähnung übrig hat und überhaupt nur allmonatlich einmal den Literaturschutt ablagert, der sich auf dem Schreibtisch des Herrn v. Thaler angesammelt hat, nunmehr dem Romancier Dessauer einen 180-zeiligen Essay am Sonntag widmet, so wird das niemandem besonders auffallen. Zu wünschen wäre nur, dass, wenn schon die Pauschalien einer Bank auch den Büchermarkt beeinflussen sollen, die Anpreisung von Romanen à la 'Götzendienst' künftighin wenigstens im 'Ekonomisten' erfolge.“
Adolf Dessauer war seit 1879 mit der bis zu ihrer Hochzeit am Wiener Carltheater tätigen, gefeierten Operettendiva Antonie „Toni“ Link (5. Februar 1853, Budapest – 21. Mai 1931, Wien) verheiratet. Der Maler Wilhelm Dessauer (11. Oktober 1882, Wien – 16. Dezember 1943, USA), bis 1938 als Kunstreferent für die Neue Freie Presse tätig und Autor der Romane „Der Tyrann“ (1931) und „Der unfehlbare Meister“ (1937), war ihr gemeinsamer Sohn.
Adolf Dessauer ist nicht zu verwechseln mit einem zur gleichen Zeit wirkenden, vermutlich bayerischen Autor gleichen Namens, dessen in der Welt der Alpen angesiedelte, humoristische Werke ihm zuweilen fälschlicherweise zugerechnet werden.

## Werke
- Leonie. Roman (Pseudonym Erwin Balder), Carl Konegen, Wien 1888.
- Wahre Liebe. Roman, Verlag Heinrich Minden, Dresden und Leipzig o. J. sowie als Fortsetzungsroman in: Neue Freie Presse, Wien, 7. Mai 1891 ff.
- [ohne Verfasserangabe:] Götzendienst. Wiener Gesellschaftsbild, Carl Konegen, Wien 1899.
- Großstadtjuden. Roman, Wilhelm Braumüller, Wien und Leipzig 1910.
- Falsche Idealisten. Wiener Erzählung, als Fortsetzungsroman in: Neue Freie Presse, Wien 15. November 1913 ff.
- Meine Erinnerungen an den jungen Taussig, in: Neue Freie Presse, Wien 25. Dezember 1913
- Jugenderinnerungen (Zitiert in: Große Jüdische National-Biographie, Czernowitz 1925; erwähnt in: Neue Freie Presse, Wien 3. Januar 1916, aber ohne weiteren Nachweis)